# Tianyang

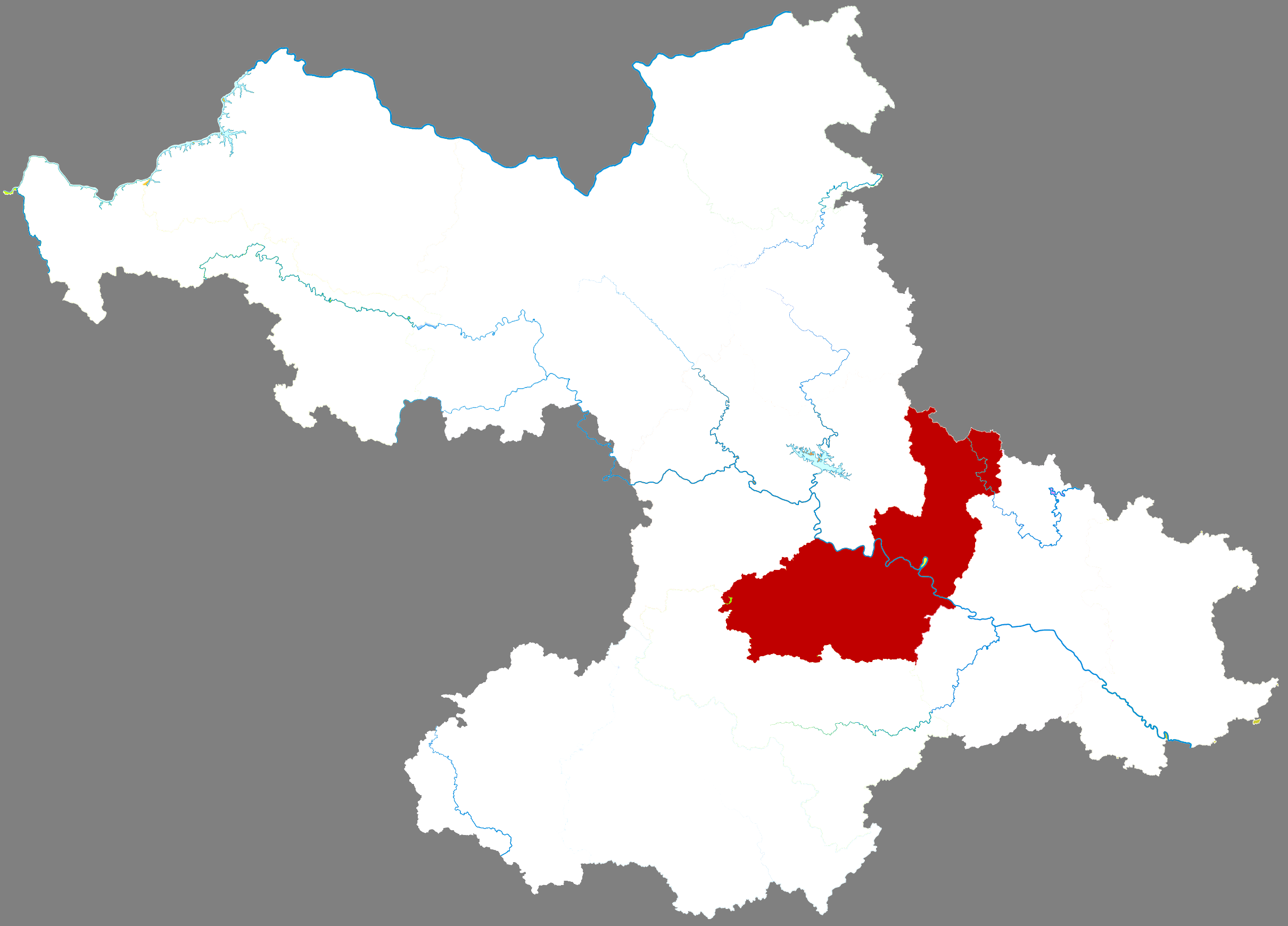
Localização

Tianyang (em chinês tradicional: 田阳縣; chinês simplificado: 田阳县; pinyin: Tiányáng Xiàn; zhuang: Denzyangz Yen) é uma condado da Baise, localidade situada ao noroeste da Região Autónoma Zhuang de Quancim, na República Popular da China. Ocupa uma área total de 2.394 Km². Segundo dados de 2010, Tianyang possuí 338 300 habitantes, 90.2% das pessoas que pertencem ao grupo étnico Zhuang.